# Albert Mehrabian
Albert Mehrabian (persisch آلبرت محرابیان; geboren 1939 im Iran) ist ein US-amerikanischer Psychologe und Professor emeritus an der University of California in Los Angeles. Mehrabian entstammt einer armenischen Familie.

## Forschungen zur nonverbalen Kommunikation
Außerhalb der wissenschaftlichen Psychologie wurde Mehrabian bekannt durch eine Aussage zur Bedeutung nonverbaler Elemente in der menschlichen Kommunikation.
Er führte zwei Studien mit wenigen Teilnehmern Ende der 1960er Jahre durch, in beiden Fällen wurden inkongruente Botschaften untersucht. Diese Botschaften widersprechen sich bezüglich Inhalt und Stimmlage sowie Körpersprache, transportieren also emotional widersprüchliche Signale. Hierbei wurden in der ersten Studie positive, neutrale und negative Wörter (wie z. B. „Danke“, „vielleicht“ oder „nicht“) jeweils mit positivem, neutralem und negativem Ausdruck gesprochen und Probanden vorgespielt. Bei der zweiten Studie wurde das Wort „maybe“ („vielleicht“) in den drei Ausdrucksformen unterschiedlich betont und mit Fotos unterschiedlicher Mimik (Ablehnung, neutral, Zuneigung) kombiniert. Zusammenfassend hatte bei inkongruenten Botschaften die stimmliche Komponente einen größeren Einfluss als der Inhalt und der Gesichtsausdruck (Mimik) wiederum einen größeren Einfluss als die Stimme.
Aus diesem Ergebnis wurde das relative Wirkungsverhältnis der drei Komponenten in der sogenannten „7-38-55-Regel“ abgeleitet: Die Wirkung einer Mitteilung wird über das eigene emotionale Empfinden von Mögen/Ablehnung („like“/„dislike“), die in Bezug auf die Komponenten Inhalt, stimmlicher oder mimischer Ausdruck widersprüchlich ist, zu 7 % durch den sprachlichen Inhalt, zu 38 % durch den stimmlichen Ausdruck und zu 55 % durch die Körpersprache bestimmt. Wenn also eine inkongruente Botschaft vorliegt, wird der stimmlichen Komponente und insbesondere der Körpersprache mehr Beachtung geschenkt.

### Missinterpretation
Oft wird aus Mehrabian Forschungsergebnis eine allgemeingültige Regel für die zwischenmenschliche Kommunikation abgeleitet, beispielsweise von Stimm- oder Präsentationstrainern. So wird behauptet, dass eine Präsentation ebenfalls überwiegend nonverbal kommuniziert werde, was nicht zutrifft. Diesem „Mythos“ widerspricht auch Mehrabian selbst:

„Clearly, it is absurd to imply or suggest that the verbal portion of all communication constitutes only 7% of the message. Suppose I want to tell you that the eraser you are looking for is in the second right-hand drawer of my desk in my third floor office. How could anyone contend that the verbal part of this message is only 7% of the message?”“

## Werke
- An Analysis of personality theories. Prentice-Hall, Englewood Cliffs, N.J. 1968. (Prentice-Hall psychology series)
- mit Morton Wiener: Language within Language. Immediacy, a Channel in Verbal Communication. Appleton-Century-Crofts, New York 1968.
- Tactics of social influence. Prentice-Hall, Englewood Cliffs, NJ 1970. (Prentice-Hall series in clinical and social psychology and personality)
- Silent Messages. Implicit Communication of Emotions and Attitudes. 2. Auflage. Wadsworth, Belmont, Calif. 1981, ISBN 0-534-00910-7. (1. Auflage. 1971 als Silent Messages)
- Nonverbal Communication. Aldine Transaction, New Brunswick 2007, ISBN 978-0-202-30966-8. (1. Auflage. 1972)
- mit James A. Russell: An approach to environmental psychology. MIT Press, Cambridge, Mass. 1974, ISBN 0-262-13090-4.
- mit Sheldon Ksionzky: A theory of affiliation. Heath, Lexington 1974, OCLC 16284232.
- Räume des Alltags. Wie die Umwelt unser Verhalten bestimmt. Gekürzte Neuausg. Campus-Verlag, Frankfurt am Main 1987, ISBN 3-593-33796-7. (Reihe Campus 1015) (dt. Erstausgabe 1978 als Räume des Alltags oder wie die Umwelt unser Verhalten bestimmt / Günter Seib (Übers.); Originalausgabe Public places and private spaces. The psychology of work, play, and living environments. Basic books, New York 1976)
- Basic behavior modification. Human Sciences Press, New York 1978, ISBN 0-87705-322-7. (New vistas in counseling series 9)
- Basic dimensions for a general psychological theory. Implications for personality, social, environmental, and developmental studies. Oelschlager, Gunn & Hain, Cambridge, Mass. 1980, ISBN 0-89946-004-6.
- Eating characteristics and temperament. General measures and interrelationships. Springer, New York 1987, ISBN 0-387-96510-6.
- The name game. The decision that lasts a lifetime. National Press Books, Bethesda, MD 1990, ISBN 0-915765-75-6.
- The balanced emotional empathy scale: BEES. Mehrabian, Monterey, CA 1996.